# 도예가의 마을
《도예가의 마을》은 1982년 5월 15일에 방영된 TV문학관이다.

## 줄거리
중석(한진희)의 아버지(장민호)는 젊은 시절 장인(김성겸)으로부터 도예에 필요한 기술과 정신자세를 배워 고려청자의 완벽한 재현에 성공함으로써 명성과 부를 한꺼번에 누리고 원로 도예가로서 대접을 받고 있다. 하지만 중석은 아버지의 도자기에 대한 인식과 태도에 큰 불만을 갖고 있다. 중석은 병약하여 도예작업 중 쓰러져 병원에 입원했다가 퇴원하기를 반복하면서도 조선의 전통 도예를 재현하기 위해 애쓴다. 그의 고집에 애인(조옥희)은 결국 등을 돌리지만 중석의 대학 선배(백일섭)는 안쓰러운 마음으로 중석의 편을 드는데...

## 출연
- 한진희
- 장민호
- 조옥희
- 백일섭
- 김성겸
- 이구순
- 양영준
- 윤덕용
- 장학수
- 안영주
- 박태서
- 이두섭
- 이덕희
- 이용훈
- 조남경